# 가쓰야마번 (에치젠국)
에치젠 카츠야마번(일본어: 越前勝山藩 えちぜんかつやまはん[*])은 에치젠국 카츠야마 주변을 지배한 번이다. 거성은 카츠야마성이다.

## 개요
게이초 5년 (1600년)의 세키가하라 전투 후, 에치젠 일국 68만석은 도쿠가와 이에야스의 차남 유우키 히데야스에게 주어졌다. 히데야스는 가신 하야시 사다마사에게 카츠야마 9800석을 주고 맡겼으나, 사다마사는 게이초 17년 (1612년) 후쿠이번의 2대 번주 마츠다이라 타다나오에 의해 추방됐고, 이후 대관이 파견됐다. 그런데 겐나 9년 (1623년)에 타다나오가 막부 명령으로 개역되었다. 이후로도 후쿠이번은 막부의 배려로 존속하였는데, 이때 후쿠이번의 지번으로 히데야스의 3남 마츠다이라 나오마사의 오노번 5만석, 5남 유키 나오모토의 에치젠 카츠야마번 3만석 (일설에는 2만 5천석)이 성립되었다. 나오모토는 간에이 12년 (1635년)에 오노로 이봉되었고, 대신 카츠야마에는 막내동생인 마츠다이라 나오요시 (코노모토번주)가 들어갔다. 쇼호 원년 (1644년)에 나오요시가 오노번으로 이봉되자, 빈 카츠야마번은 폐번되고 후쿠이번 소속을 거쳐, 조쿄 3년 (1686년)에 막부령이 되었다.
겐로쿠 4년 (1691년), 미노국 타카스번에서 오가사와라 사다노부가 2만 2천석으로 들어오고, 다시 카츠야마번이 입번했다. 사다노부는 검지 등을 실시해 번정 기반을 다졌다. 호에이 5년 (1708년), 원래 있던 카츠야마성의 축성 허가가내려 7대 번주 오가사와라 나가타카의 대에 카츠야마성의 완성을 보았다. 분세이 5년 (1822년)에 혼마루에서 불이 나, 문, 높은 담, 토장을 남겨두고 거의 전소되었으나, 분세이 9년 (1826년)에 재건되었다.
막부 말기에는 카츠야마는 기근 등의 천재(天災)를 만나 10차례에 걸친 백성 잇키와 무찌르기가 발생하는 등 번정은 많은 난리가 일어나 극에 달했다. 그러나 가로 하야시 모센이 주도하는 담배 개회소 설치에 의한 전매제 실시 등에 의한 번정 개혁 등으로 극복했다. 다만 모센의 개혁이 주민들에게 큰 부담을 준 것도 사실로, 번주 오가사와라 나가모리는 결국 주민들의 반대도 있어 모센을 해임하고 근신시켰다.
메이지 원년 (1868년)의 보신 전쟁에서는 신정부군을 도와, 교토 주변의 경비를 담당했다. 메이지 2년 (1869년)의 판적봉환으로 나가모리는 지번사가 되었다. 메이지 4년 7월 14일 (1871년 8월 29일)의 폐번치현에 의해 카츠야마번은 카츠야마현이 되고, 나가모리는 면관되어 도쿄로 이주했다.
게다가 메이지 4년 11월 20일, 카츠야마현은 다른 에치젠국의 현과 재편되어, 후쿠이현이 되었다.

## 역대 번주

### 에치젠 마츠다이라가
신판 다이묘 3만석
- 마츠다이라 (유우키) 나오모토

신판 다이묘 3만 5천석
- 마츠다이라 나오요시

나오모토와 나오요시는 형제이지만, 나오요시의 교대로 대은 이을 상속이 아니라 전봉에 의한 것이다. 나오요시의 잇따른 전봉 후, 에치젠 후쿠이번이 맡은 후, 막부령이 된다.

### 오가사와라가
후다이 다이묘 2만 2천석
1. 오가사와라 사다노부
2. 오가사와라 노부토키
3. 오가사와라 노부나리
4. 오가사와라 노부타네
5. 오가사와라 노부후사
6. 오가사와라 나가미치
7. 오가사와라 나가타카
8. 오가사와라 나가모리

## 막부 말기의 영지
- 에치젠국
  - 오노군 52개 마을